# ریشتین
ریشتین (به لاتین: Rejštejn) یک منطقهٔ مسکونی در جمهوری چک است که در ناحیه کلاتووی واقع شده‌است. ریشتین ۲۴۲ نفر جمعیت دارد.